# Admeto di Macedonia
Admeto (in greco antico: Ἄδμητος?, Admetos; ... – Tiro, 332 a.C.) è stato un militare macedone antico.
Comandante degli ipaspisti e degli agema, era un uomo di grande forza fisica. È stato ucciso nell'assedio di Tiro (332 a.C.).